# Иванов, Семён Герасимович
Семён Герасимович Иванов (1903, Шакулово, Казанская губерния — 11 января 1992, Красноярск) — советский организатор сельского хозяйства, председатель Тандинского районного исполкома Тувинской АО. Герой Социалистического Труда (1949).

## Биография
Семён Иванов родился в 1903 году в селе Шакулово Цивильского уезда Казанской губернии (сейчас Канашского района Чувашии) в семье крестьянина.
В 14 лет трудился батраком у богатых односельчан. В 16 лет, вступив в комсомол, был активным организатором колхоза в селе.
В 1921 году вместе с родителями перебрался в село Берёзовка (сейчас Курагинского района Красноярского края). С 1929 года был членом местной коммуны «Соха и молот».
В 1934 году после срочной службы в армии окончил в Омске школу милиции. Трудился старшим оперуполномоченным Усинского райотдела милиции Красноярского края.
В 1938 году решением Красноярского крайкома ВКП(б) был направлен на пост директора организованной Усинской машинно-тракторной станции. Затем возглавлял Павловскую МТС Большемуртинского района. 
В 1944 году был направлен в Тувинскую автономную область для организации МТС и обучения механизаторов из числа местных жителей. Созданная Ивановым Бай-Хаакская МТС стала опорным пунктом для дальнейшего развития сети станций в Туве. В 1947 году в колхозах, которые она обслуживала, получили по 25 центнеров с гектара пшеницы с 304 гектаров поливных земель, по 21,5 центнера с гектара с 882 гектаров неполивных земель.
10 июня 1949 года Указом Президиума Верховного Совета СССР за получение высоких урожаев пшеницы в 1948 году удостоен звания Героя Социалистического Труда с вручением ордена Ленина и золотой медали «Серп и Молот».
Впоследствии в течение нескольких лет был председателем Тандинского районного исполкома Тувинской АО.
В последнее время жил в Красноярске.
Умер 11 января 1992 года.
Награждён медалями.